# Niño Cohete
Niño Cohete es una banda chilena, creada en 2010 en la ciudad de Concepción. Desde su creación lanzaron tres álbumes, y en 2014 participaron en Lollapalooza Chile. Sus sonidos, según sus propias palabras, se podrían definir como folk pop o indie folk.

## Historia
Niño Cohete fue una banda formada a mediados del año 2010 en la ciudad de Concepción, Chile. En dicho año participaron del Festival de Bandas UdeC organizado en el foro de la Universidad de Concepción obteniendo el primer lugar. En 2011 obtuvieron el segundo lugar en el concurso Peugeot Music entre más de 800 bandas.
En 2012 la formación original verá su primera alteración con la integración de Pablo Vidal al grupo. Ese mismo año lanzan su primer EP de 4 canciones llamado "Niño Cohete", que estuvo disponible por descarga gratuita desde internet y distribuido por formato físico por el sello penquista Beast Discos y Registro Móvil Discográfica de Santiago.
En 2013 lanzan su primer disco llamado "Aves de Chile". El disco fue grabado durante el mes de abril del mismo año, en una cabaña a orillas del Lago Lanalhue (al sur de la región del Bío-Bío) bajo la producción del cantante Fernando Milagros.
En 2014 quedan preseleccionados para los Premios Altazor en las categorías: Mejor álbum pop y mejor canción pop, y participan del festival Lollapalooza Chile.
A principios del 2017 a través de una publicación en Facebook, la agrupación penquista anunció el final de la banda. «Pablo, nuestro vocalista, ha decidido tomar otro camino, por eso Niño Cohete no seguirá tocando. Nos apena mucho dejar este proyecto atrás, sin embargo estamos contentos por lo que han sido estos años para nosotros: hemos tenido experiencias inolvidables, hemos conocido personas increíbles y lugares fantásticos», expresaron. Tras la partida del vocalista, los demás integrantes comenzaron a trabajar en un nuevo proyecto, llamado Mondomamba.
En el año 2023, deciden volver a salir a los escenarios con 2 canciones nuevas: "Reverdecer" y "Lo que ya planté"

## Miembros

### Miembros actuales
- Pablo Álvarez − Voz y guitarra
- Cristian Dippel − Guitarra y teclados
- Camilo Benavente − Bajo
- Joaquín Cárcamo − Batería

### Miembros anteriores
- Pablo Vidal − Contrabajo y voz
- Nicolás Hinrichs − Acordeón, clarinete y voz
- Matías Pereira − Guitarra

## Discografía
Álbumes de estudio
- 2013: Aves de Chile
- 2015: La Era del Sur

EP
- 2012: Niño Cohete

## Videografía
| Año  | Título                 | Director(es)                     |
| ---- | ---------------------- | -------------------------------- |
| 2011 | «Los Alemanes»         | Lorenzo De la Maza               |
| 2013 | «La Muerte»            | Lorenzo De la Maza               |
| 2014 | «El Bosque»            | Patricio Alfaro                  |
| 2014 | «Puerto Tranquilo»     | Gustavo de la Torre Casal        |
| 2015 | «Cazando Lagartijas»   | Lorenzo de la Maza               |
| 2015 | «Pajaros Rojos»        | Lorenzo de la Maza               |
| 2015 | «Hierba de San Juan»   | Niño Cohete & Lorenzo de la Maza |
| 2016 | «De Dónde Soy»         | Niño Cohete & Lorenzo de la Maza |
| 2023 | «La Fábula (en Vivo)»  | Lorenzo de la Maza               |
| 2023 | «En vivo en Casa Poli» | Lorenzo de la Maza               |

## Premios y reconocimientos
Festivales
- 1.er lugar: Festival de Bandas UdeC (2010)
- 2.º lugar: Peugeot Music (2011)